# 夢かなステーション
夢かなステーション（夢かなステーション）は、特定非営利活動法人エフエム・ギグ (fm GIG)が母体となり、インターネットラジオを訴求するライセンス契約展開を採用し、各地にラジオステーションの開局および、番組をプロデュースする運営を行う総称。

## 概要
放送は、専用ウェブサイトより配信。
インターネットラジオで、オンデマンド形式ではなくリアルタイムストリーミング形式を採用し、地上波のラジオ放送と同様に、タイムテーブルに沿って毎日24時間、生放送を含む番組を配信している。
夢かなステーションでは、地域に根差したステーションの開局ライセンス、運営ノウハウを提供し、各ステーションの番組制作のプロデュースおよび、コンテンツを提供。2024年8月現在では、京都（四条烏丸）の本局を中心に各支局の運営をしている。

### 各ステーション
西北（つながりっちょラジオ）、大阪(夢かなOSAKAステーション)、（夢かな淀川リバーサイドステーション）、東京（夢かな東京ステーション閉局）、三重(夢かな伊賀ステーション、2024年2月から閉局)、京都（夢かな伏見稲荷ステーション閉局）、夢かな三重ステーション（津市、収録番組数の減少により2023年6月閉局）。

## 沿革
2002年4月1日　母体であるエフエム・ギグ (fm GIG)がミニFMを開始。同時にQuickTime Streamingを用いたインターネットラジオも開始。
2004年　一部生放送を開始。同年12月28日 特定非営利活動法人として認証される。
2013年　名古屋（夢かなステーションの一号ステーション開局。同年、甲子園（現在は西北ステーション）、大阪にステーションを開局。パーソナリティが100名を越える。
- 2014年　京都本局スタジオを四条烏丸（室町蛸薬師）に移転。
- 2015年　東京（日暮里）に夢かな東京ステーションを開局。パーソナリティーが200名を、番組数が100を超える。
- 2015年11月　夢かな淀川リバーサイドステーション（御幣島スタジオ）開局。
- 2019年1月　夢かな伊賀ステーション開局。2024年2月から休局。
- 2019年9月　夢かな伏見稲荷ステーション開局。
- 2020年7月　夢かな三重ステーション（津市、津新町駅近く）開局。収録番組数の減少により、2023年6月閉局。